# Praia de Copacabana
Vista panorâmica da faixa de areia da praia de Copacabana
A Praia de Copacabana é uma praia localizada no bairro de Copacabana, na Zona Sul da cidade do Rio de Janeiro, no Brasil. É considerada uma das praias mais famosas do mundo. Limitada pela Avenida Atlântica, Copacabana é sede de eventos de grande porte, como campeonatos mundiais de futebol de areia, campeonatos mundiais de vôlei, shows, dentre outros eventos.
O reveillon de Copacabana reúne grande público e conta com ampla queima de fogos de artifício, motivo porque é considerado um dos maiores do mundo. Em razão da projeção internacional como cartão-postal e destino turístico, recebeu, no decorrer dos anos, a alcunha de "princesinha do mar".

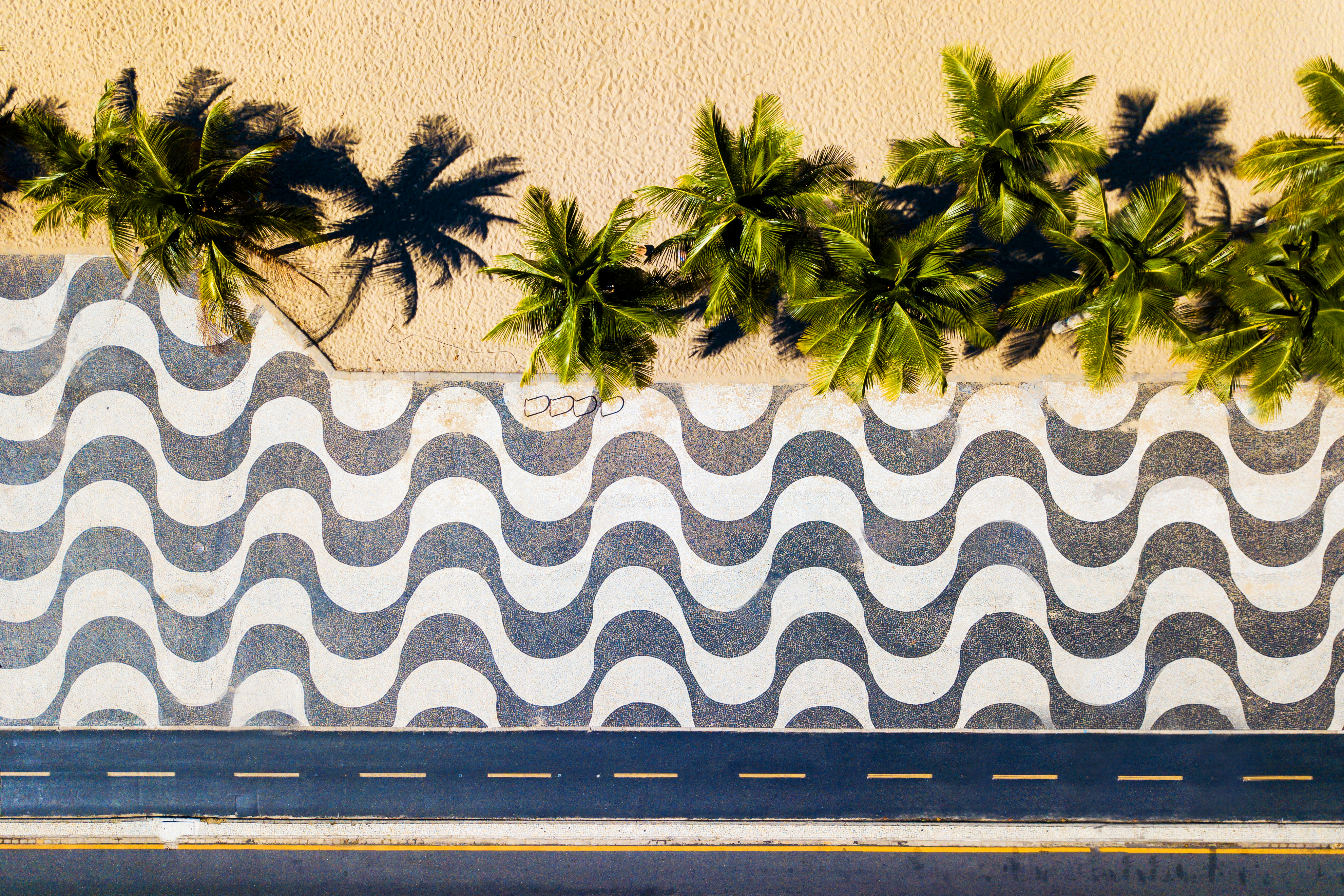
O icônico Calçadão da Praia de Copacabana.

## História
Inicialmente, a praia e toda a região a sua volta tinham o nome tupi de "Sacopenapã", que significa "o barulho e o bater de asas dos socós". No século XVIII, com a inauguração de uma ermida em homenagem a Nossa Senhora de Copacabana, num rochedo no final da praia, o nome da praia e da região foi trocado para "Copacabana".

No final do século XIX e início do século XX, com o desenvolvimento de sistemas de saneamento mais avançados, as praias da cidade puderam ser limpas, adquirindo valor e tornando-se objeto da procura pelas camadas de mais alta renda. Com a chegada dos bondes e a abertura de vários túneis ligando a praia ao centro da cidade, esta começou a ser mais frequentada pela população.

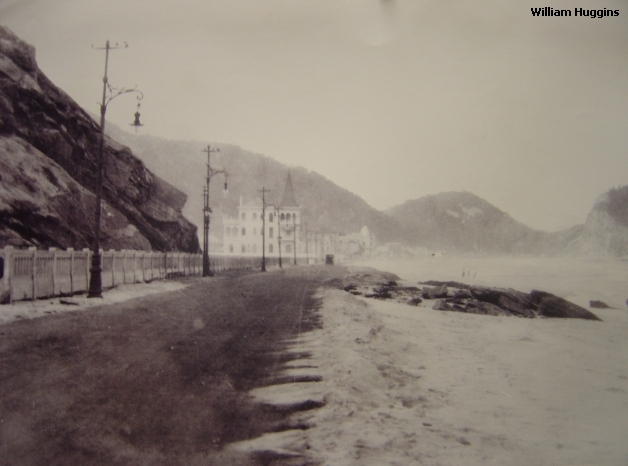
A Avenida Atlântica em foto da década de 1910

Entre 1908 e 1914, a Igreja de Nossa Senhora de Copacabana, no final da praia, foi demolida para dar lugar ao atual Forte de Copacabana.
Em 1936 surgiram os primeiros postos de salvamento na praia.
Em 5 de julho de 1922, a calçada da Praia de Copacabana foi palco de um evento marcante da história do país: a marcha dos dezoito revoltosos do Forte de Copacabana, que percorreram toda a extensão da praia desde o Forte de Copacabana até o Forte do Leme, para enfrentar as forças legalistas, no episódio que ficou conhecido como a Revolta do Forte de Copacabana.

Em 13 de agosto de 1923, foi inaugurado o Hotel Copacabana Palace, em frente à praia. Desde então, o hotel tornou-se um símbolo da cidade.

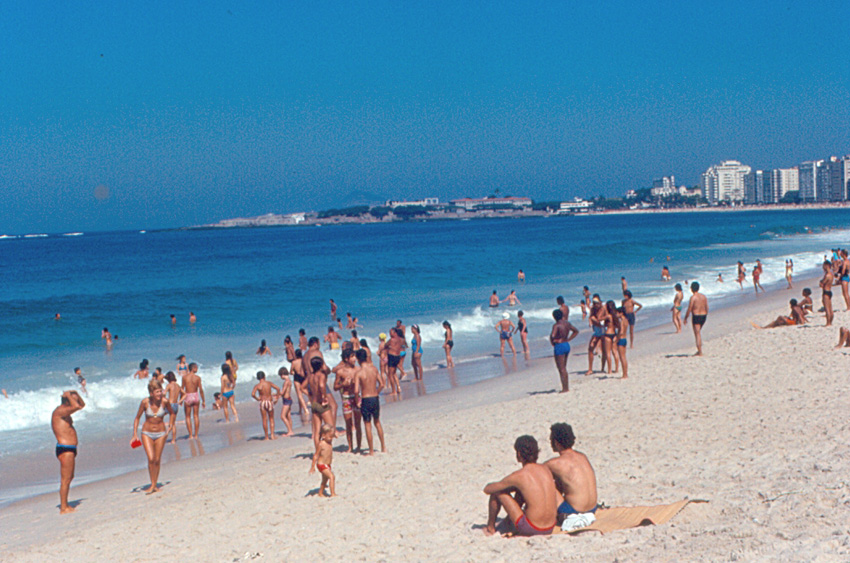
A praia em 1971

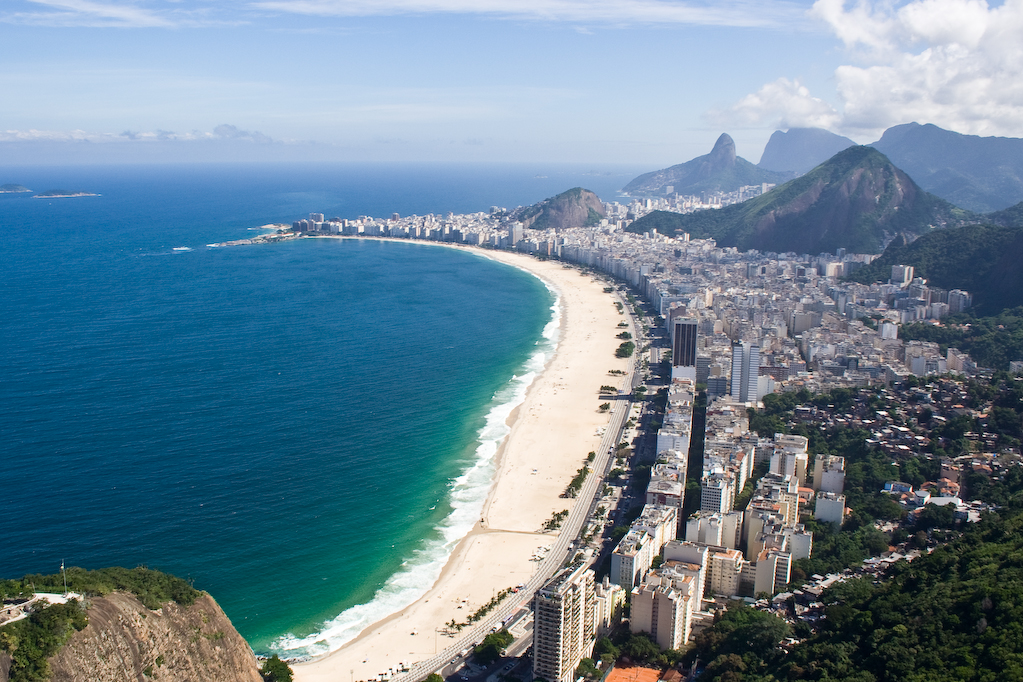
Vista panorâmica de Copacabana em agosto de 2012

Durante a reforma da calçada e o alargamento da Avenida Atlântica, durante a década de 1970, sob orientação do arquiteto e paisagista brasileiro Roberto Burle Marx, as ondas da calçada adquiriram seu atual sentido paralelo em relação ao comprimento da calçada.
Na década de 1970, também foi realizado, pela Superintendência de Urbanização e Saneamento - SURSAN, através de dragas , um grande aterro hidráulico que ampliou a área de areia da praia e cujos objetivos principais eram a ampliação da área de lazer (shows, arenas de vôlei e futebol de praia etc.), o alargamento das pistas da Avenida Atlântica, a passagem por baixo do calçadão central do interceptor oceânico (tubulação que transporta todo o esgoto da Zona Sul até o emissário de Ipanema) e, ainda, para evitar que as ressacas chegassem até a Avenida Nossa Senhora de Copacabana e invadissem as garagens dos edifícios da Avenida Atlântica. Mais tarde, foram construídos, na orla, uma ciclovia e alguns quiosques para atendimento ao público.

## Grandes eventos
A praia de Copacabana sediou, entre 23 a 28 de Julho de 2013, os eventos centrais da Jornada Mundial da Juventude de 2013. Os eventos realizados na praia foram a missa de abertura, a acolhida ao Papa Francisco, a Via-Sacra, a Vigília e a missa de envio com o Papa Francisco, na qual compareceram 3,8 milhões de fiéis, tornando a Jornada Mundial da Juventude do Rio de Janeiro a segunda maior da história das Jornadas.
Nos Jogos Olímpicos de 2016, a praia sediou as competições de vôlei de praia, maratona aquática e triatlo.
Em 4 de maio de 2024, a praia recebeu o show de encerramento da turnê the celebration tour da cantora norte-americana Madonna. Que contou com mais de 1.600.000 (um milhão e seiscentas mil) pessoas.
Em 3 de maio de 2025, como parte da série de eventos musicais Todo Mundo no Rio, a cantora norte-americana Lady Gaga foi convidada e performou seu show para mais de 2.000.000 (dois milhões) de pessoas, finalizando a etapa latino-americana dos shows promocionais de seu álbum Mayhem. De acordo com a prefeitura da cidade, 2,1 milhões de espectadores estavam presentes, mas a artista anunciou um público de 2,5 milhões ainda durante a apresentação. Apesar da divergência entre valores, a apresentação conquistou o recorde de maior público da carreira da artista, o recorde de maior público para apresentação de uma artista feminina e se consagrou como o quinto maior público de uma apresentação musical da história. Este foi o primeiro show de Lady Gaga no país desde 2012, quando visitou o país e a cidade com a The Born this Way Ball, sua terceira turnê mundial.

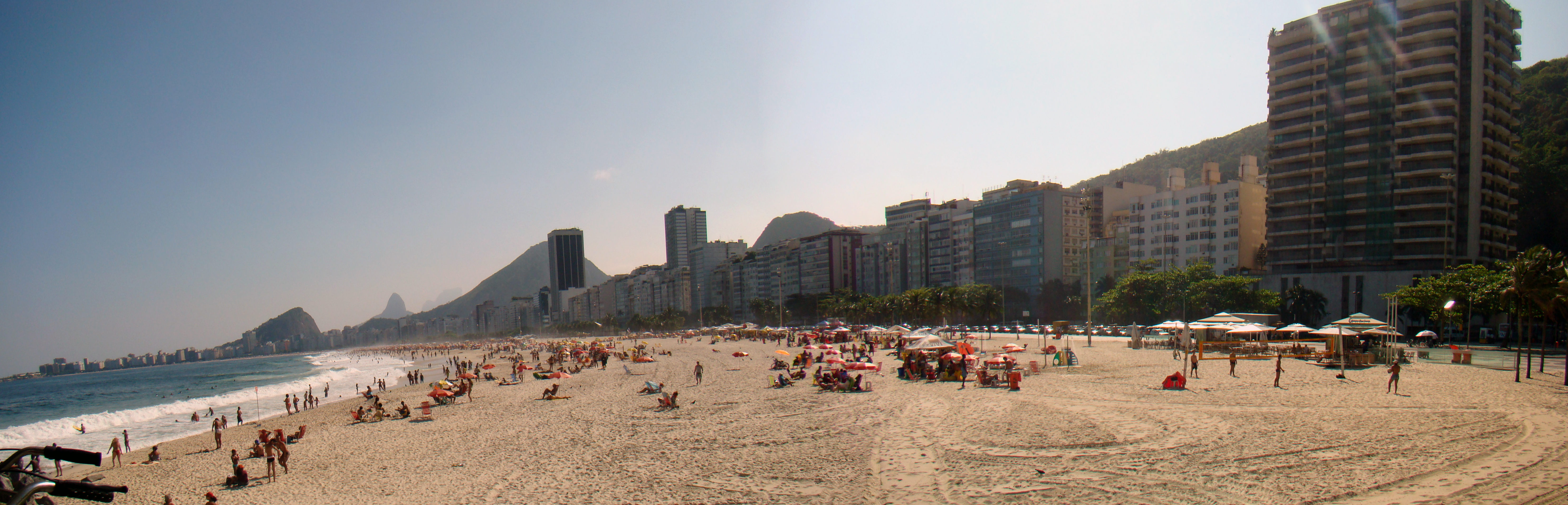
Panorama da praia em setembro de 2009